# Марк Гораций Барбат
Марк Гораций Барбат (лат. Marcus Horatius Barbatus; V век до н. э.) — римский политический деятель, консул 449 года до н. э. Вместе с Луцием Валерием Потитом он восстановил Римскую республику, свергнув децемвиров.

## Биография
Марк Гораций принадлежал к знатному патрицианскому роду. Он был потомком Марка Горация Пульвилла, одного из легендарных основателей республики.
Согласно античной традиции, Марк Гораций совместно с Луцием Валерием Потитом восстановил Римскую республику, свергнув тираническую власть децемвиров. Здесь прослеживается явная параллель с Марком Горацием Пульвиллом, который сверг последнего царя совместно с ещё одним Валерием. У некоторых законов, приписываемых Барбату и Потиту, есть аналоги как в более ранние времена (509 год до н. э.), так и в более поздние (287 год до н. э.). В связи с этим исследователи критично относятся к информации о Луции Валерии, содержащейся в античных текстах.
Марк Гораций вторым после своего друга Луция Валерия Потита заявил в сенате протест против фактического захвата власти второй коллегией децемвиров (449 год до н. э.). После этого ему пришлось содержать вооружённый отряд для своей охраны. Позже Барбат вместе с Луцием Валерием поддержал народное возмущение, ставшее следствием гибели Вергинии. Поэтому, когда восставшие плебеи заняли Авентин, они потребовали, чтобы для переговоров им прислали Валерия и Горация и встретили их с восторгом «как несомненных освободителей».
Гораций и Валерий смогли отклонить требование плебеев о выдаче им децемвиров для сожжения заживо. Остальные условия о восстановлении власти трибунов и амнистии для участников восстания были приняты ими от лица сената. Так произошло примирение между плебсом и патрициями.
Согласно постановлению народного собрания были проведены консульские выборы, на которых победили Марк Гораций и Луций Валерий. Источники характеризуют этих консулов как первых, кто действовал в интересах плебса. Так, им приписываются законы об обязательности решения народного собрания для всего народа, о запрете избрания должностных лиц без права обжалования их действий, закон, охраняющий неприкосновенность народных трибунов, эдилов и судей (человек, причинивший какой-либо вред этим должностным лицам, обрекался в жертву Юпитеру, а его имущество подлежало конфискации).
Гораций разбил сабинян, в то время как его коллега одержал победу над вольсками и эквами. Сенат отказал консулам в триумфе; тогда триумф был присуждён им решением народного собрания (это был первый случай такого рода).
Последнее упоминание о Марке Горации относится к 444 году до н. э.: он оказался в числе немногих сенаторов, которые в очередном конфликте между патрициатом и плебсом сочувствовали последнему.